# Otto Hauser
Otto Hauser (27 de abril de 1874, Wädenswil-14 de junio de 1932, Berlín) fue un prehistoriador, arqueólogo autodidacta y marchante de arte suizo. Durante gran parte de su vida realizó excavaciones en Francia donde encontró fósiles, industria lítica y restos humanos, entre los que se encuentran el hombre de Combe Capelle, un esqueleto del Holoceno y Le Moustier 1, un cráneo de Homo neanderthalensis. Recibió críticas por sus métodos de trabajo en campo y su interés en la materia y los problemas derivados de la Primera Guerra Mundial le llevaron a la bancarrota.

## Excavaciones de la Dordoña

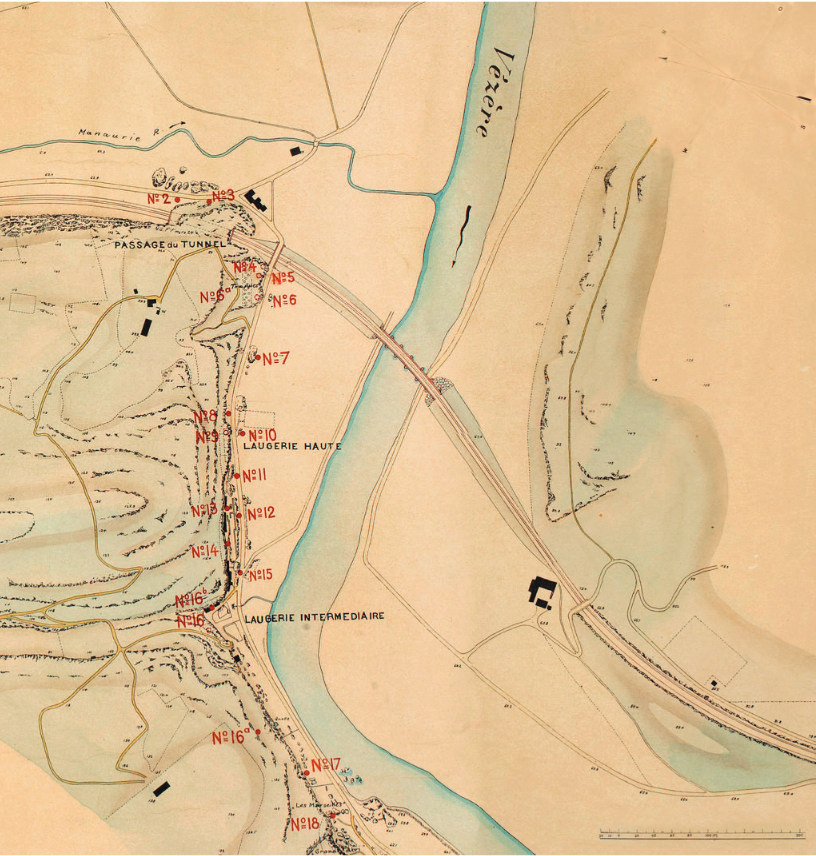
Mapa (parcial) de Otto Hauser, con numeración de los sistios de excavación.

A principios de 1906, lideró junto a Louis Capitan, a quien conoce desde 1895, las excavaciones en el sitio de La Micoque, en Eyzies-de-Tayac (departamento de la Dordoña), y publica los resultados, mientras que muestra un gran interés por la comercialización de objetos del Paleolítico. Desde 1906, Hauser era dueño de una casa cerca de Laugerie-Haute y busca con regularidad en Eyzies, organizando equipos, para lo que arrenda veinte terrenos en el área circundante a Eyzies y realiza excavaciones en 34 sitios en total. Las más conocidas son:
- Chez Pataud (excavación en 1898);
- Laugerie-Basse (excavaciones en 1898-1899 y 1907);
- La Micoque (excavación en 1906);
- Le Moustier, Ruth, Longueroche, Fongal, Combe Capelle (excavaciones desde 1907);
- La Souquette, Badegoule (excavación en 1910);
- Laugerie Haute, Thenon, La Rochette, La Balutie, La Faurelie (excavaciones de 1910 a 1912).

En 1906 vendió un gran número de bifaces (conocidos, en francés como coins Micoque) encontrados en las excavaciones de La Micoque, a coleccionistas, así como a museos, incluyendo la Sociedad de Historia Natural de Núremberg.
Es el primero en investigar, a partir de 1908, el abrígo de Le Moustier, donde uno de los excavadores descubrió el esqueleto de un joven neandertal; que, Hauser, atribuyó a la una nueva especie Homo mousteriensis Hauseri. Entre los hallazgos más importantes de Hauser, figura en 1909 el esqueleto del hombre de Combe Capelle en el valle del Couze, al que llamó Homo aurignacensis Hauseri. Para poder financiar el resultado de su investigación, vende dos esqueletos en Berlín. En 1910 el periódico francés Le Matin publicó un artículo denunciando los métodos de Hauser, incluyendo la venta de objetos prehistóricos en Alemania, y los presenta como con meros fines crematísticos personales. Los métodos de excavación de Hauser fueron criticados por algunos prehistoriadores como Denis Peyrony o Henri Breuil. En 1913, la entrada en vigor de la Ley sobre la protección de las antigüedades, que prohíbe la venta y exportación de los descubrimientos arqueológicos realizados en Francia, pone a Hauser en serias dificultades financieras.

## Final de su vida en Alemania

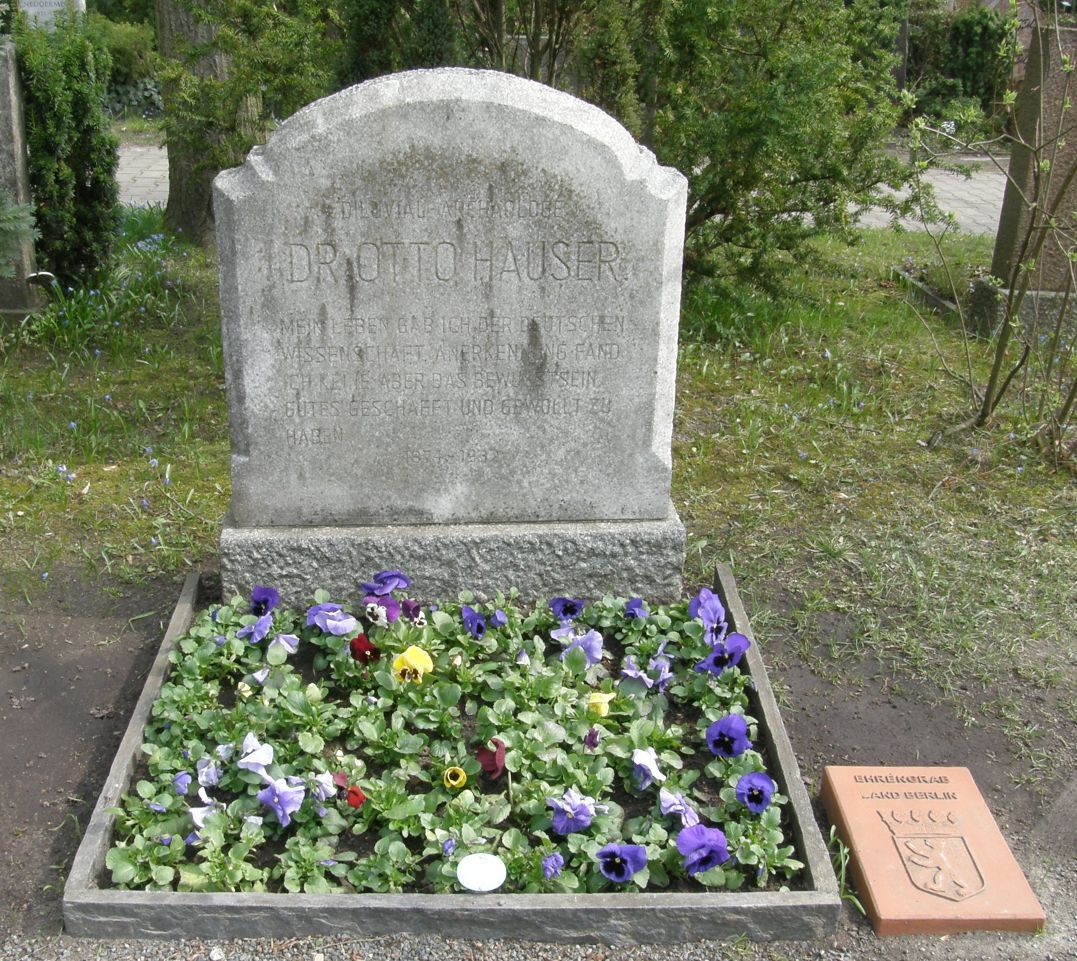
Lápida sobre las cenizas de Otto Hauser.

Cuando la Primera Guerra Mundial estalló, Otto Hauser, es acusado falsamente de espionaje, lo que le obliga a dejar el 2 de agosto de 1914 Les Eyzies-de-Tayac. Sus casas y trasteros son registrados, y le confiscan 1153 letras hipotecarias. La confiscación y la pérdida del material de excavación de Hauser fue confirmada en 1921 por el gobierno francés, después de varios litigios y la subasta de parte de la propiedad donde se encuentra la casa en 1917.
En 1916 Hauser recibió su doctorado por la Universidad de Erlangen, con su tesis sobre el Micoquiense, a partir de varias pequeñas publicaciones anteriores, lo que le da base científica oficial.
Hauser llevará a cabo más excavaciones; se gana la vida con conferencias, sobre todo en Berlín y la publicación de libros de divulgación científica. De 1925 a 1929 vivió en Weimar, luego en Berlín hasta su muerte en 1932. Otto Hauser está enterrado en el cementerio Wilmersdorf de Berlín.

## Obra
Hauser publicó, en tres idiomas, 65 trabajos en revistas o como libros durante su vida activa como prehistoriador. Entre ellos se encuentran:
- Der Mensch vor 100,000 Jahren (en alemán), 1917;
- Ins Paradies des Urmenschen (en francés), 1922;
- Die grosse zentraleuropäische Urrasse; la Micoque, Ehringsdorf, Byci skála, Predmost, Kisla Nedzimova (en alemán), 1925.

## Fósiles
Hauser estuvo involucrado en gran cantidad de descubrimientos, descripciones, excavaciones, etc. de fósiles, de los cuales los más significativos son:
- Le Moustier 1, descubrimiento y descripción;[15]
- Combe Capelle, descubrimiento y descripción.[16]